# 比希 (摩泽尔省)
比希（法語：Buchy，法語發音：[byʃi]）是法国摩泽尔省的一个市镇，属于梅斯区。

## 地理
比希（48°58'46"N, 6°16'39"E）面积3.58 平方千米，位于法国大東部大區摩泽尔省，该省份为法国东北部内陆省份，是洛林的一部分，西南接默尔特-摩泽尔省，东临下莱茵省，北与卢森堡和德国接壤。
与比希接壤的市镇（或旧市镇、城区）包括：伯村、列翁、吕皮、索尔努瓦地区西利、索尔涅、维尼。

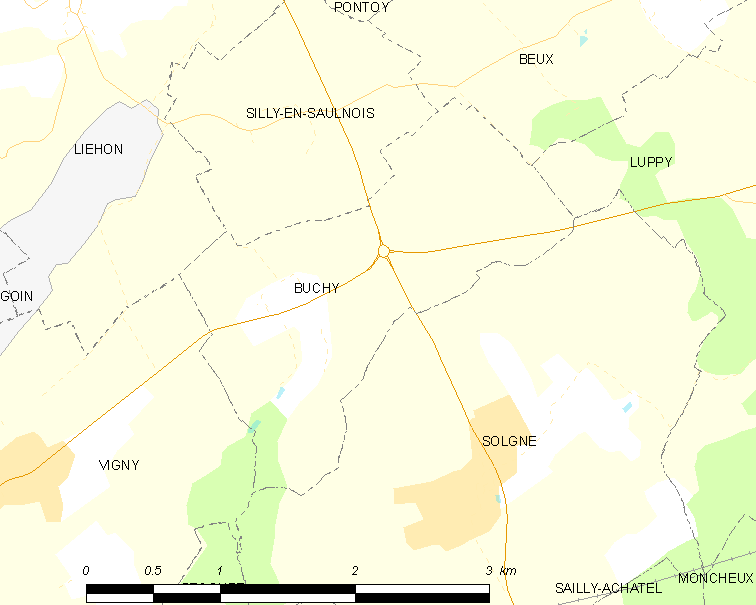
的OSM定位图

比希的时区为UTC+01:00、UTC+02:00（夏令时）。

## 行政
比希的邮政编码为57420，INSEE市镇编码为57116。

## 政治
比希所属的省级选区为福尔克蒙县。

## 人口

1962-2008年间人口变化图示

比希于2022年1月1日时的人口数量为98人。